# Heraclia bodaensis
Heraclia bodaensis là một loài bướm đêm trong họ Noctuidae.